# (17269) Dicksmith
(17269) Dicksmith est un astéroïde de la ceinture principale.

## Description
(17269) Dicksmith est un astéroïde de la ceinture principale. Il fut découvert le 3 juin 2000 à Reedy Creek par John Broughton. Il présente une orbite caractérisée par un demi-grand axe de 2,73 UA, une excentricité de 0,12 et une inclinaison de 4,2° par rapport à l'écliptique.

## Compléments